# Drake–Kendrick Lamar-rivalizálás
Drake kanadai zenész és Kendrick Lamar amerikai rapper rivalizálása a 2010-es évek első feléig nyúlik vissza. Ez a rivalizálás viszályba és sértegetésekbe torkollott, Future, Metro Boomin és Lamar Like That dalát követően.
A két előadó először 2011-ben dolgozott együtt, Drake Take Care albumán, majd egy évvel később Lamar Good Kid, M.A.A.D City lemezén. Lamar később beszólt a kanadai rappernek, Big Sean 2013-as Control című dalán, amiről később azt mondta, hogy célja csak „barátságos versengés” volt.
2024 márciusában Lamar ismét beszólt Drake-nek, illetve J. Cole-nak, miután Cole First Person Shooter című dalán azt mondta, hogy ők hárman a hiphop Big Three-je, három legnagyobb előadója. Cole a 7 Minute Drill dallal válaszolt Lamarnak, amiért néhány nappal később bocsánatot kért és eltávolított platformjairól.
Drake ezt követően áprilisban kiadta Push Ups és Taylor Made Freestyle számait, az utóbbit később törölték közösségi médiáról, miután a Tupac Shakur hagyatékát kezelő cég perrel fenyegette a kanadai rappert, amiért a dalban felhasználta a legendás rapper mesterséges intelligenciával készített hangját. Válaszként Lamar április 30-án kiadta az Euphoria című kislemezt, majd négy nappal később a 6:16 in LA-t. Drake a Family Matters számmal válaszolt, amiben azzal vádolta Lamart, hogy veri menyasszonyát és, hogy egyik gyermekének az apja Dave Free. Lamar egy órán belül válaszolt, a Meet the Grahams dallal, Drake-t szexkereskedelemmel, pedofíliával, szexuális ragadozással és egy eltitkolt gyermek létezésével vádolva. Lamar ezt követően kiadta a Not Like Us-t másnap este, ismét pedofíliával vádolva a zenészt és azt mondva, hogy Drake hazudott Lamar családjáról.
Május 5-én Drake a The Heart Part 6 dallal válaszolt, tagadva Lamar vádjait és azt mondva, hogy csapata direkt hamis információkat adott Lamarnak az eltitkolt gyerekről. Drake 2024 júniusában mindegyik dalt törölte Instagramjáról. Novemberben Drake két különböző ügyben is beperelte a Universal Music Groupot, saját és Lamar kiadóját, amiért vádjai szerint mesterségesen megnövelték Lamar dalainak hallgatottságát, és amiért nem akadályozták meg a szerinte rágalmazó dal kiadását.
Szakértők általánosan egyetértettek, hogy Lamar a viszálykodás győztese, többek között a Pitchfork, a The Ringer, a Rolling Stone és az Insider is. Drake-et kritizálták, amiért pereket indított a viszálykodás következtében.

## A rivalizálás története

### 2011–2014: közreműködések és első beszólások
Drake és Lamar eredetileg jó kapcsolatban voltak. A két előadó először a Buried Alive Interlude-on dolgozott együtt, Drake 2011-es Take Care albumán. Ezt követően Lamar nyitófellépőként szerepelt ASAP Rockyval Drake 2012-es Club Paradise Tour turnéján. Később Lamar és Drake is szerepelt ASAP Rocky Fuckin’ Problems című dalán. 2012-ben Drake közreműködött Lamar Poetic Justice kislemezén.

#### AControlés aThe Language
2013. augusztus 14-én Lamar beszólt Drake-nek és több más rappernek Big Sean Control című dalán, azt mondva, hogy mindegyikükkel jó volt a kapcsolata, de a hiphop iparában megpróbálta őket „meggyilkolni.” Egy interjúban két héttel később Drake azt nyilatkozta, hogy „Szerintem csak egy feltörekvő gondolat. Csak ennyi. Nagyon jól tudom, hogy semmilyen platformon nem gyilkol meg.” Szeptemberben egy interjúban Elliott Wilsonnal megkérdezték a Controlról, amire azt válaszolta, hogy személyesen Lamar teljesen ellentmond az elképzeléseinek a dalon: „Találkoztunk öt nappal később a VMAs-en és minden teljesen rendben volt. Ha tényleg úgy gondolja, hogy ’mindenki bassza meg,’ akkor tényleg ’bassza meg mindenki.’ Nem lehet félúton.”
2013. szeptember 24-én Drake kiadta harmadik albumát, a Nothing Was the Same-et. Több szakértő is válaszként értelmezte a The Language dal első versszakát Lamar beszólására. Birdman, aki Drake kiadójának a feje volt az időszakban, tagadta ezt. Októberben, a 2013-as BET Hip Hop Awards díjátadón Lamar azt rappelte, hogy „Semmi nem olyan, mint régen mióta megjelent a Control / És betakartunk egy érzékeny rappert pizsama ruhájában.” Ezeket ismét beszólásokként értelmezték és válaszként a The Language-re, főleg amiért a sor első néhány szava angolul megegyezik a kanadai rapper albumának címével.

#### AShités aPay for It
2013. december 17-én megjelent Future Shit című dalának egy remixe Drake-kel és Juicy J-vel. Szakértők és rajongók is egyetértettek, hogy Drake versszaka a dalon ismét Lamarnak volt célozva. Ugyanezen a napon Anthony Tiffith és Punch, akik fontos szerepet játszottak Lamar Top Dawg Entertainment kiadójában, válaszoltak Twitteren, semminek tekintve a beszólásokat. Két nappal később Drake először beszélt Lamar 2013-as BET-versszakáról és a The Language-ről, a Vibe főcímlapján, kigúnyolva annak lehetőségét, hogy barátok, kijelentve, hogy már megadta válaszát a Controlra. Ennek ellenére továbbra is azt nyilatkozta, hogy a The Language nem a rapperról szólt. Drake ezek mellett méltatta Lamart, zseninek nevezve őt, kijelentve, hogy semmi baja nincs vele. 2014 júniusában Drake megosztott egy videót Instagramon Lamar 2010-es Cut You Off című dalát rappelve.
2014. október 29-én Jay Rock kiadata a Pay for It dalt, Lamar közreműködésével. Lamar versszaka ismét beszólásként volt értelmezve Drake felé, mivel hivatkozott a The Language dalszövegére. Egy 2014 novemberi interjúban viszont Lamar tisztázta, hogy nincs problémája Drake-kel. Egy nappal később megjelent a WWPR-FM The Breakfast Club műsorán és ismét kijelentette, hogy nincs viszálykodás a két fél között: „Már eleinte se volt semmi probléma. Szerintem emberek csak beszélnek egy viszályról... egy teljesen más dinamika. Nem látom magam oda-visszázni Drake-kel. Teljesen más fajta előadók vagyunk.”

### 2015–2022: a „hidegháború”
Annak ellenére, hogy mindkét fél tagadta a viszálykodást, kisebb beszólások továbbra is folytatódtak, de ezek közül egyik se volt kifejezetten jelentős.
Drake 2015-ös If You’re Reading This It’s Too Late mixtape-jén több kisebb beszólás is volt, Brandon Caldwell (Billboard) azt írta, hogy a Used To és a 6PM in New York is Lamart támadta. 2015. március 15-én Lamar kiadta harmadik stúdióalbumát, a To Pimp a Butterflyt. Az album harmadik kislemeze, a King Kunta, reflektorfénybe került a rivalizálással kapcsolatban, mikor Meek Mill azzal vádolta Drake-et, hogy szellemírókat használ. A vádak után a King Kunta következő sorait úgy értelmezték, hogy lehet beszólás a kanadai zenésznek: „Egy rapper egy szellemíróval? Mi a fasz történt? Megígértem, hogy nem mondom el. De a legtöbben úgy osztjátok soraitokat, mintha az alsó ágyat kaptátok volna egy börtöncellában.” Dr. Dre 2015-ös Compton albumán Lamar szerepelt a Darkside / Gone és a Deepwater dalokon is, amiken beszólt Drake-nek.
2017. március 23-án Lamar kiadta a The Heart Part 4-t, amit általában úgy értelmeznek, mint egy diss track Drake vagy Big Sean felé. Később, 2024-ben, Lamar hivatkozott sorokra a The Heart Part 4-ból, ezzel lényegében megerősítve ezt a hitet.
Marc Griffin (Vibe) erre az időszakra a viszály hidegháborújaként hivatkozott.

### 2023–2024

#### AFirst Person Shooterés aLike That
2023 októberében J. Cole önmagát, Drake-et és Lamart listázta, mint a hiphop BIg Three-je, a modern generáció legjobbjai, Drake First Person Shooter című dalán. 2024. március 22-én Lamar erre negatívan válaszolt Metro Boomin és Future Like That dalán, azt mondva, hogy „motherfuck the big three, nigga, it’s just big me,” magát a másik két rapper fölé emelve. Cole ezt követően a 7 Minute Drill dalban válaszolt Lamarnak, amiben kritizálta 2015-ös lemezét a To Pimp a Butterflyt. Ennek ellenére viszont néhány nappal később bocsánatot kért Lamartól egy koncert közben és törölte streaming platformokról. Drake nem vette figyelembe a Like Thatet, csak közvetlenül megemlítette egy koncerten, azt mondva, hogy senki nincs, aki őt megérinthetné.

#### APush Upsés aTaylor Made Freestyle
2024. április 13-án Drake Push Ups válaszdalának több részlete is kiszivárgott online. A dalban Drake válaszolt Lamar versszakára a Like Thaten. Drake kijelentette, hogy sok előadó jobb, mint Lamar, többek között 21 Savage, Travis Scott és SZA. Ezek mellett több olyan rappernek és producernek is beszólt, akik Lamar mellé álltak a rivalizálás során, mint Metro Boomin, Future, the Weeknd és Rick Ross. Drake kritizálta Lamar 165 centiméteres magasságát is.
A Push Ups megjelenése napján Drake kiadta a Taylor Made Freestyle-t is, ismét Lamart célozva. A dalon szerepelt egy mesterséges intelligenciával elkészített részlet is, Tupac Shakurt és Snoop Doggot imitálva. A Shakur hagyatékát kezelő cég ebbe nem egyezett bele és perrel fenyegette a kanadai rappert, aki ennek következtében törölte a dalt. A cég a következőt nyilatkozta: „Tupac hangjának engedély nélküli és egyben döbbenetes használata Kendrick Lamar ellen... aki mindig csak pozitívan beszélt Tupacról és befolyásáról, nyilvánosan és személyesen, tovább rontja a sértést.” Drake ezek mellett beszólt Lamarnak azért is, amiért szerinte nem válaszolt a beszólásokra, mert nem akarta megakadályozni Taylor Swift The Tortured Poets Department albumát, hogy jobb helyezéseket érjen el, illetve, amiért közreműködött az énekessel és más popelőadókkal. A Taylor Made Freestyle 2024. április 26-án került le közösségi média oldalakról.

#### AEuphoriaés a6:16 in LA
2024. április 30-án Lamar kiadta Euphoria című kislemezét válaszként. Az Eufória egy televíziós sorozat címe, aminek Drake executive producere. A Vulture szerint Lamar színtiszta utálatot mutat Drake felé a dalon, amiben kritizálja a kanadai zenész szülői tevékenységeit, azt mondva, hogy „Van egy fiam, akit fel kell nevelnem, de látom, hogy erről te nem tudsz semmit.” Azt is mondta, hogy Drake hasizmait plasztikai műtétekkel állították elő.
2024. május 3-án, három nappal az Euphoria megjelenése után Lamar megosztott egy videót Instagramon 6:16 in LA aláírással, ami egy újabb diss track volt Drake felé, a Taylor Made Freestyle kiadásához hasonlóan. A dal címe kigúnyolja, ahogy Drake gyakran használ időpontot dalai címeiben, mint az 8AM in Charlotte. A dal producere Jack Antonoff volt, aki nagyon sokat dolgozott együtt Taylor Swifttel a múltban, amit a Vulture hivatkozásnak tekintett a Taylor Made Freestyle címére és dalszövegére. A dal borítója valószínűleg O. J. Simpson ügyére hivatkozik, mivel a borítón szerepelt egy kesztyű, ami egy fontos bizonyíték volt az eljárás során. A cím ezek mellett hivatkozott június 16-ra, ami Nicole Brown Simpson temetésének és a per beadásának napja volt. A dalt csak hetekkel O. J. Simpson halála után adták ki.

#### AFamily Mattersés aMeet the Grahams
Május 3-án Drake kiadta a Family Matters című dalt, válaszként a Euphoriára és a 6:16 in LA-re válaszként. A dalban Drake kijelentette, hogy Lamar egyik gyermeke apja igazából Dave Free, Lamar barátja és kiadóalapító. Ezek mellett azzal vádolja a rappert, hogy veri menyasszonyát, Whitney Alfordot és többször is megcsalta. A dalban ezek mellett beszól ASAP Rockynak és Metro Boominnak is, akik közreműködtek Future-rel a Show of Hands diss dalon.
Drake a Family Matters dalt a Buried Alive Interlude, Parody kiadásával népszerűsítette, ami a Buried Alive Interlude remixe.
Egy órán belül Lamar kiadott egy új dalt, Meet the Grahams címen. A számban Lamar közvetlenül beszél Drake családjának minden tagjához, azt mondva fiának, Adonisnak, hogy nagyon sajnálja, hogy Drake az apja. Lamar azzal vádolja Drake-et, hogy rejteget egy második gyermeket, mint, ahogy azt fiával is tette, illetve, hogy vonzódik gyermekekhez és, hogy működtet egy szexkereskedelemmel foglalkozó szervezetet villájában. Lamar ezek mellett beszól az OVO kiadó több tagjának és a rapper biztonsági őrének is is, azt mondva, hogy szexuális ragadozók, akik Drake védelme alatt állnak. Megjósolta, hogy Drake házában is nemsokára razziát fognak tartani, mint Sean Combs villáiban.
Az, hogy Lamar megosztotta egy második gyerek létezését, hasonlított Pusha T 2018-as The Story of Adidon dalára, amiben a rapper nyilvánosan megosztotta, hogy Drake rejtegetette Adonis nevű fiát. Drake Instagramon válaszolt Lamarnak: „Meg tudja valaki találni az elrejtett gyerekemet és hozzám küldeni...,” több nevetős emodzsival. Charles Holmes (The Ringer) azt mondta a két dalról, hogy „elindították az ítéletnapi gépet” és, hogy ennek a viszálynak már biztos lesznek következményei.

#### ANot Like Usés aThe Heart Part 6
2024. május 4-én Kendrick Lamar kiadta a Not Like Us dalt. A számban Lamar sokkal részletesebben belemegy szexuális ragadozói vádjaiba, Drake-et és csapata tagjait pedofilnak nevezve: „Drake, hallom fiatalon szereted őket” Baka Not Nice, rapper és Drake biztonsági csapatának egyik tagja szintén meg volt említve a dalban, Lamar megkérdőjelezi miért van még mindig Drake közelében az ember, aki ellen eljárást indítottak, amiért egy 22 éves nőt erőszakkal prostitúcióra kényszerített 2014-ben. Végül csak testi erőszak vádjával ítélték el. Lamar szerint Drake megsértette az egész Bay Areát azzal, hogy felhasználta Tupac MI-hangját: „Szerintem az az oaklandi koncert lesz az utolsó megállód,” illetve arra is utalt, hogy sok dalt már elkészített a zenészről. A dal borítóján Drake háza szerepel, sok szimbólummal, amik szexuális ragadozókat jelölnek.
2024. május 5-én Drake megosztotta a The Heart Part 6-et, ami hivatkozás Lamar The Heart dalsorozatára. A dalban Drake tagadja a vádakat, hogy pedofil lenne és azt mondja, hogy Lamar vádai saját tapasztalataiból, ellene elkövetett gyerekkori erőszakból indulnak ki. Aretha Franklin Prove It dalmintája fel van használva a számban és Drake azt rappeli, hogy „Csak Whitneykel dugok, nem Millie Bobby Brownokkal, soha nem néznék kétszer egy tinédzserre.” Drake már akkor barátja volt az említett színésznőnek, mikor az még csak 14 éves volt, amik következtében olyan vádak jelentek meg, hogy Drake pedofil volt.
Drake ezek mellett azt is kijelentette, hogy csapata direkt hamis információkat osztott meg Lamarral arról, hogy volt egy 11 éves lánya. Folytatta még Lamar vádolását családon belüli erőszakkal és azt mondta, hogy a rapper hat hónapja nem látta gyermekeit. Ezt követően Drake azt írta közösségi média oldalain, hogy „Tudjuk, hogy hat percen belül kiadsz egy új dalt, sok mindenről kell beszélned.” A dalt mind szakértők, mind rajongók negatívan fogadták, gyorsan összeszedett egy millió nem tetszik reakciót a YouTube-on. Ezt követően június 4-én eltávolította a számot közösségi média oldalairól.

#### Kendrick juneteenth-i koncertje és aNot Like Usvideóklip
2024 júniusában Kendrick Lamar bejelentette, hogy koncertet fog tartani a Forumban, Inglewood városában, The Pop Out: Ken & Friends néven, amivel a Not Like Us szövegére hivatkozott. Az eseményt Juneteenth napjára helyezte, ami valószínűleg szintén Drake-nek szólt. Lamar a Euphoria lejátszásával kezdte a koncertet, Dr. Dre-vel együtt. A fellépést a Not Like Usszal zárta, hatszor előadva a dalt, más rapperekkel és Los Angeles-i bandatagokkal táncolva a színpadon, majd egy közös fényképet készítettek. Ezek közé tartoztak mind a Crips, mind a Bloods banda tagjai.
A Not Like Us videóklipjét július 4-én adták ki 15:00 körül, az amerikai függetlenség napja ünneplésére. Az előző nap több kép is kiszivárgott a klipből. Dave Free és Lamar voltak a klip rendezői, míg Charm La’Donna koreografálta, illetve helyettes producere volt. A videóban szerepelt Tommy the Clown, és Lamar szülővárosában, Comptonban forgatták. Másnap reggelre a videón már több, mint 13 millió megtekintés volt. Több magazin is kijelentette, hogy a klip Lamar győzelemmenete volt, a Drake által feléje küldött vádakból sokat semmissé tudott tenni. Lamar látható, ahogy boldogan táncol családjával, illetve a végén olvasható volt, hogy „Rendezte: Dave Free és Kendrick Lamar.” Egyesek a végső „kiütésnek nevezték.”

#### A koncertek lemondása a Historyban
Schoolboy Q 2024. július 18-án kezdte volna meg Blue Lips Weekends turnéját a Blue Lips (2024) album népszerűsítésére, a torontói History koncertteremben. A helyszínt Drake és a Live Nation Entertainment alapította 2021-ben. A koncert előtti estén Schoolboy Q bejelentette, hogy teltházas koncertjét váratlanul lemondták. A lemondást Drake és Lamar viszálykodására fogta, kiemelve évekig tartó barátságát Lamarral, és hozzátette, hogy a torontói rendőrség megakadályozta, hogy a Top Dawg Entertainment előadói fellépjenek a városban biztonsági okokból. A rendőrség tagadta részvételét, kijelentve, hogy a döntést a History hozta meg.
2024. július 29-én DJ Scheme lejátszotta a Not Like Ust egyik koncertjén a Historyban, mikor Ski Mask the Slump God nyitóelőadója volt. A két előadó kigúnyolta Drake-et Schoolboy Q-val közösségi médián. Sir, aki szintén a Top Dawg Entertainment egyik előadója, másnap bejelentette, hogy teltházas koncertjét lemondták a koncertteremben.

#### AWatch the Party Dieés aGNX
2024. szeptember 11-én Lamar kiadott egy kislemezt Instagram oldalán, amelynek címet nem adott, de Watch the Party Die néven ismert rajongói köreiben. Egyesek szerint a viszálykodás megújítása volt, mindössze napokkal az után, hogy Lamar bejelentette, hogy fel fog lépni a Super Bowl LIX félidejében. A dal hivatkozik a rivalizálásra, és sokan beszólásnak tekintik a zeneiparnak. 2024. november 22-én Lamar meglepetésszerűen kiadta a GNX albumot, amely többször is megemlíti a viszályt, szerepel rajta saját Heart Pt. 6 dala, és szakértők Lamar diadalmenetének nevezték.

#### Drake jogi lépései
2024. november 25-én Drake megjelent xQc kanadai streamer egyik adásában, azt mondva, hogy „tényekre van szükséged, hogy véget vess nekem, a mesék nem elegek.” Ezek mellett beszólt The Weekndnek és Steve Lacynek, az utóbbi és Lamar is kinevette a kanadai zenész megszólalásait a közösségi médián. Ugyanezen a napon Drake beperelte a Universal Music Groupot (UMG), kijelentve, hogy megszegték a RICO törvényeket azzal, hogy illegálisan javították a Not Like Us hallgatottságát. A UMG aznap válaszolt, tagadva a vádakat, és hozzátették, hogy „rajongók azt a zenét választják, amit hallgatni akarnak.” Másnap Drake újabb pert indított, ezúttal az UMG és az iHeartRadio ellen, amiért szerinte a kiadó lefizette a rádiót, hogy többször játszák Lamar dalait.

### 2025: Lamar diadalmenete

#### 67. Grammy-gála
A Not Like Ust öt Grammy-díjra jelölték a 67. Grammy-gálán az Év felvétele, az Év dala, a Legjobb rapteljesítmény, a Legjobb rapdal és a Legjobb videóklip kategóriákban. 2025. február 3-án megnyerte mind az ötöt. Ugyan Lamar nem említette meg Drake-et beszédeiben, inkább Los Angelesnek ajánlva az elismerést, öltözéke a díjátadón egy farmer nadrág és farmer kabát volt, amely „kanadai szmoking” néven is ismert, egy kisebb beszólás volt a kanadai rappernek.

#### Super Bowl LIX
2024. szeptember 8-án bejelentették, hogy Lamar lesz a Super Bowl LIX félidejének headlinere a New Orleans-i Caesars Superdome-ban. Lamar a bejelentő videóban azt mondta, hogy „Tudod, hogy csak egy lehetőség van a bajnoki címre. Nincs második forduló,” amely egy utalás volt arra, hogy Drake pár héttel korábban azt posztolta, hogy „meg fogjuk nyerni a második mérkőzést.” Ezt követően többször is szóba esett, hogy le fogja-e játszani a Not Like Ust fellépése során. Justin Sayles (The Ringer) a bejelentésről azt mondta, hogy Lamar évének tökéletes lezárása volt, amelyben a popkultúra csúcsára emelkedett, Drake pedig legaljára süllyedt.
Lamar 2025. február 9-án végül előadta a Euphoriát és a Not Like Ust is. A Peekaboo dal utáni közjátékban utalt Drake pereire, azt mondva, hogy le akarta játszani a Not Like Ust, de „tudjátok, hogy szeretnek perelni.” Az All the Stars után azt rappelte, hogy „megpróbálták elcsalni a meccset, de a befolyást nem tudod meghamisítani,” majd megkezdte a diss track előadását. Lamar vigyorogva közvetlenül a kamerába nézett, a „Drake, hallom fiatalon szereted őket” sor közben. Később ugyan átugrotta a pedofília szót tartalmazó sorát, de a nézők a kétértelmű „egy kiskorú/A-moll (a minor)” versszakzárást vele énekelték. Lisa Respers France (CNN) szerint a Not Like Us volt a fellépés csúcspontja, míg Maria Sherman (Associated Press) azt írta, hogy Lamar diadalommenetének következő állomása volt, miután az előző hétvégén a dallal öt jelöléséből öt Grammy-díjat nyert meg.

## Dalok
| Dátum             | Előadó                                 | Cím                           | Album                 | Tartalma |
| ----------------- | -------------------------------------- | ----------------------------- | --------------------- | --- |
| 2023. október 6.  | Drake, J. Cole közreműködésével        | First Person Shooter          | For All the Dogs      | Cole Lamart, Drake-et és önmagát a hiphop Big 3-jének nevezi, amit követően Lamar először válaszol. |
| 2024. március 22. | Future, Metro Boomin és Kendrick Lamar | Like That                     | We Don’t Trust You    | Lamar elutasítja Cole listáját, egyértelműsítve, hogy szerint messze a legjobb a három rapper közül. |
| 2024. április 19. | Drake                                  | Push Ups                      | Nem szerepelt albumon | Drake arról rappel, hogy az iparág legdominánsabb tagja, ellenállva Lamar véleményének, hogy ő a hiphop legjobbja. |
| 2024. április 19. | Drake                                  | Taylor Made Freestyle         | Nem szerepelt albumon | Drake mesterséges intelligencia használatával imitálja Tupac Shakur és Snoop Dogg hangját, hogy kierőszakoljon egy választ Lamarból. A dalt később törölték jogi problémák miatt.                                                    |
| 2024. április 30. | Kendrick Lamar                         | Euphoria                      | Nem szerepelt albumon | Lamar megtámadja Drake-et és hitelességét. |
| 2024. május 3.    | Kendrick Lamar                         | 6:16 in LA                    | Nem szerepelt albumon | Lamar tovább támadja Drake személyét és azt mondja, hogy a kanadai zenészt körülvevő csapatban több áruló is van, akik információt adtak neki..                                                                                      |
| 2024. május 3.    | Drake                                  | Family Matters                | Nem szerepelt albumon | Drake családon belüli erőszakkal vádolja Lamart és arról rappel, hogy Lamar gyermekének Dave Free az apja, aki a rapper menedzsere.                                                                                                  |
| 2024. május 3.    | Drake                                  | Buried Alive Interlude, Pt. 2 | Nem szerepelt albumon | Drake kiadott egy rövid remixet, amivel a Family Matterst népszerűsítette. |
| 2024. május 3.    | Kendrick Lamar                         | Meet the Grahams              | Nem szerepelt albumon | Lamar a dalban Drake családjának minden tagjához szól, azzal vádolva Drake-et, hogy eltitkolta egyik gyermeke létezését, akit elhagyatott, illetve, hogy a rapper egy szexuális ragadozó.                                            |
| 2024. május 4.    | Kendrick Lamar                         | Not Like Us                   | Nem szerepelt albumon | Lamar továbbra is azzal vádolja Drake-et, hogy egy pedofil is, hogy illegális szexkereskedelemmel foglalkozik, amit az OVO Sound tagjaival működtet. Drake-et gyarmatosítónak nevezi, amiért szerinte kihasznál más rappereket.      |
| 2024. május 5.    | Drake                                  | The Heart Part 6              | Nem szerepelt albumon | Drake tagadja, hogy szexuális ragadozó lenne és kijelenti, hogy az információkat az eltitkolt gyermekről direkt etette Lamarral. Továbbra is azzal vádolja az amerikai rappert, hogy veri menyasszonyát. A dalt június 4-én törölte. |
| 2025. január 3.   | Drake                                  | Fighting Irish                | Nem szerepelt albumon | Drake tagadja a Meet the Grahamsen elhangzott vádakat alkoholizmusáról, illetve beszólt korábbi barátjának, LeBron Jamesnek, miután az ellátogatott Lamar Pop Out koncertjére.                                                       |

Kapcsolódó dalok
| Dátum             | Előadó                             | Cím                | Album                    | Tartalma |
| ----------------- | ---------------------------------- | ------------------ | ------------------------ | --- |
| 2024. április 5.  | J. Cole                            | 7 Minute Drill     | Might Delete Later       | Cole kritizálja Lamar diszkográfiáját és megtámadja személyét. Két nappal később bocsánatot kért a dalért. |
| 2024. április 12. | Future, Metro Boomin és The Weeknd | All to Myself      | We Still Don’t Trust You | The Weeknd arról énekel, hogy örül, hogy nem írt alá az OVO Sounddal pályafutása elején. |
| 2024. április 12. | Future, Metro Boomin és A$AP Rocky | Show of Hands      | We Still Don’t Trust You | Rocky kigúnyolja Drake For All the Dogs című albumát és arról kérkedik, hogy szexuális kapcsolata volt Drake fia anyjával, Sophie Brussaux-val. |
| 2024. április 15. | Rick Ross                          | Champagne Moments  | Nem jelent meg albumon   | Ross azzal vádolja Drake-et, hogy átesett plasztikai műtéteken. Ez a dal válasz volt, amiért Drake beszólt Rossnak a Push Upson. |
| 2024. április 21. | Future, Metro Boomin és a ¥$       | Like That Remix    | Nem jelent meg albumon   | A Like That remixén Kanye West, aki szintén sokat rivalizált Drake-kel, beszól a kanadai rappernek és J. Cole-nak. Lamar nem szerepel a dalon. |
| 2024. május 5.    | Metro Boomin                       | BBL Drizzy BPM 150 | Nem jelent meg albumon   | Metro Boomin, arra válaszként, hogy Drake beszólt neki a Push Ups és a Family Matters dalokon, elkészített egy zenei alapot, amiben kigúnyolja az énekest, amiért a zeneipar szóbeszéde szerint brazil fenékfeltöltésen esett át. A legjobb az alapra elkészített rapdalért először egy ingyenes alapot, majd 10 ezer dollárt kínált rajongóinak. |
| 2024. május 24.   | Sexyy Red és Drake                 | U My Everything    | In Sexyy We Trust        | Drake felhasználja a BBL Drizzy alapot, válaszolva a plasztikai sebészettel kapcsolatos hírekre. |
| 2024. július 26.  | ASAP Rocky és Jessica Pratt        | Highjack           | Nem szerepelt albumon    | A$AP Rocky beszól Drake-nek, a Family Mattersre hivatkozva, amelyen Drake megemlítette Rihannát. Rocky arra utal, hogy Drake ellopta stílusát. |
| 2024. október 10. | J. Cole                            | Port Antonio       | Nem szerepelt albumon    | Cole megadja saját perspektíváját a rivalizálásról, beszélve kapcsolatáról Drake-kel, illetve kiemelve, hogy mennyire tiszteli Lamart. |

## Említett dalszövegek eredeti nyelven
1. ↑  Nothing’s been the same since they dropped ’Control’ / And tucked a sensitive rapper back in his pajama clothes
2. ↑  A rapper with a ghostwriter? What the fuck happened? / I swore I wouldn’t tell / But most of y’all sharing bars like you got the bottom bunk in a two man cell
3. ↑  I got a son to raise, but I can see you know nothin’ ’bout that
4. 1 2  Say, Drake, I hear you like 'em young
5. ↑  Only fuckin’ with Whitneys, not Millie Bobby Browns, I’d never look twice at no teenager